# ماء العينين القلقمي
الشيخ ماء العينين بن الشيخ محمد فاضل القلقمي، ولد في الحوض شرقي بلاد شنقيط آنذاك يوم الثلاثاء 27 شعبان 1246هـ، أخذ عن والده القرآن والعلوم الشرعية واللغوية كما تأثر به في جانب التصوف، ارتبط اسمه بمقاومة الاستعمار الإسباني والفرنسي، أسس مدينة السمارة بالساقية الحمراء بإيعاز من السلطان عبد العزيز، حيث وجدت فرنسا وإسبانيا صعوبة في اختراق بلاد شنقيط والصحراء بفضل مساندة الشيخ ماء العينين للمقاومة. توفي الشيخ ماء العينين ليلة الجمعة 17 شوال عام 1328هـ الموافق 25 أكتوبر/تشرين الأول 1910 بتزنيت وسط المغرب وبها دفن، مخلفا ثروة هائلة من المؤلفات. وَرِثَ دعوته الجهادية والصوفية أبنائه أحمد الهيبة ومربيه ربه.

## نسبه وحجه وإقامته بالصحراء
هو سيدي المصطفى المعروف باسم الشيخ ماء العينين بن الشيخ محمد فاضل بن محمد الأمين «مامينا» بن الطالب أخيار بن الطالب أبي الأنوار محمد بن الجيه المختار بن الحبيب بن علي بن سيدي محمد بن سيدي يحيى بن علي بن محمد شمس الدين بن يحيى الكبير الملقب «قلقم» بن سيدي محمد بن سيدي عثمان بن أبي بكر بن سيدي يحيى بن عبد الرحمن بن أران بن أتلان بن اجملان بن إبراهيم بن مسعود بن عيسى بن عثمان بن إسماعيل بن عبد الوهاب بن يوسف بن عمر بن يحيى بن عبد الله بن أحمد بن يحيى بن القاسم بن إدريس بن إدريس بن عبد الله الكامل بن الحسن المثنى بن الحسن السبط بن علي بن أبي طالب وابن فاطمة بنت رسول الله صلى الله عليه وسلم.
هذا وتسمية الشيخ ماء العينين بمحمد المصطفى أو بمصطفى خطأ شائع، والصواب أن اسم الشيخ ماء العينين: سيدي المصطفى، سماه أبوه بشيخه سيدي المصطفى بن عثمان بن محمد الكيحل، نبه على ذلك حفيده الطالب أخيار بن الشيخ مامينا في كتابه (الشيخ ماء العينين علماء وأمراء في مواجهة الاستعمار الأوروبي) ص15.
ذلكم هو أصل الشيخ كما أسلفنا تعريفه: فهو من كبار الشيوخ البارزين الذين عرفتهم الأمة الإسلامية، وسارت بذكره الركبان في كل مكان حله أو نزل به طول البلاد وعرضها؛ فتالق اسمه في سماء العلم والمعرفة بين الناس كشيخ وعالم وفقيه ومحدث وأديب ومتصوف وقائد في ميدان الحرب.

## صفاته وإشعاعه الثقافي
كان الشيخ ماء العينين عالما جليلا مؤلفا ومجاهدا، وكان يلجأ إليه الخائفون ويرد إليه الجائعون وكان مرشدا للمخطئين ورحيما بالضعفاء والمساكين. وكانت مدينة السمارة التي أسسها الشيخ ماء العينين عام 1898 محط أنظار طلاب العلم كما كانت سوق العلم بها رائجة. وقد اقتنى الشيخ ماء العينين مكتبة من أعظم مكتبات شمال إفريقيا وأكثرها مراجع، كما شمل تأثيره كثيرا من الطلاب ممن أصبح لهم شأن ومكانة. وقد بلغ مريدوه إلى أزيد من 10000 مريد، كما له العديد من الكرامات الربانية التي من خلالها نعرف قيمة هذا الشيخ العلامة النحرير حيث مما يذكر من كراماته أنه ذات يوم كان هو وزيجاته وأبنائه في قافلة، وعندما توقفوا لكي يستريحوا ذهب إلى خلوته كعادته فهجم بعض قطاع الطرق على القافلة وقال لهم أحد العاملين بها أن اذهبوا إلى صاحب القافلة هناك فاستلوا سيوفهم وحلقوا حوله وقالوا أعطنا ما في القافلة فقال يا أيتها الأرض أمسكيهم فبدات تجرهم ثم عفا عنهم أاطلقتهم فقال لهم اذهبوا يصلحكم الله قالوا وأين نذهب ونحن لا نعرف أحدا ولا نعرف من العمل إلا السرقة قال لهم: اذهبوا فخرجوا وبالفعل فتح الله عليهم أبواب الخير وأصبحوا لأما فقهاء أو عاملون يأخذون رزقهم بالحلال. وهذا من أبرز تجليات العلم بالله والهيبة والتعلق بربه جل في علاه.
ولم يكن يفرض على مريديه الطريقة المعينية بل كان يدرسهم الطرق الأخرى كالقادرية والتيجانية كل حسب ما يريد. كان حليما كريما شجاعا شديد الباس عند لقاء الأعداء رحيما بالناس، وكان كثير الصدقة بحيث أن في قدومه إلى مدينة تزنيت وزع 12000 ناقة على سكانها و6000 لتلاميذه.

## الشيخ ماء العينين والجهاد
بنى مدينة السمارة واستقر فيها، ومنها قام بتنظيم وتأطير المقاومة ضد المستعمر الفرنسي. ومع رجوع الشيخ من الحج بدأ الفرنسيون في استعمار موريتانيا والتوغل في أراضيها والاستعداد لجعل المغرب تحت القبضة الاستعمارية، في حين أحكم الإسبانيون قبضتهم على إقليم الصحراء، أما الجزائر فمنذ سبعين سنة وهي تحت الحكم الاستعماري. نظم الشيخ ماء العينين القبائل الصحراوية والموريتانية للدفاع لمقاومة المستعمر وسافر مرارا إلى لسلاطين المغرب خاصة السلطان الحسن الأول وابنه عبد العزيز ليسلح المقاومة ويمدها بالعتاد، وقد بلغ عدد زياراته سبعا، أربع لمراكش وثلاث لفاس. ووصل في المرة الثامنة إلى تادلة وهو في طريقه إلى فاس. ولأن الفرنسيين كانوا ملمين بنوايا الشيخ ماء العينين فقد أوعز إليه السلطان عبد الحفيظ بالرجوع من حيث أتى تحت ضغط الفرنسيين، وخوفا من وقوعه بأيدي جنودهم. وقد استطاعت المقاومة أن تلحق بالفرنسيين خسائر، إلا أن عدم استجابة العرش لمطالب الشيخ تحت ضغط الفرنسيين دفع به إلى الاستقرار بتزنيت بجنوب المغرب فأقام بها سنوات قبيل وفاته.

## مؤلفاته
ترك الشيخ ماء العينين مؤلفات كثيرة منها:
- دليل الرفاق على شمس الاتفاق
- سهل المرتقى في الحث على التقى
- نعت البدايات وتوصيف النهايات
- نظم الحكم العطائية
- فاتق الرتق على راتق الفتق
- اللؤلؤ المحوز الجامع ما في الجامع الصغير والراموز
- تبيين الغموض عن نعت العروض
- حزب البسملة
- منظومة في سيرة رسول الله
- حزب الخير الجسيم
- ادب المريد في معنى لا اله الا الله وكيفية التعبد بها
- المقاصد النورانية
- مفيد الحاضرة والبادية
- مظهر الدلالات
- المرافق على الموافق (هو شرح لمواقفات الشاطبي)
- هداية من حارى في أمر النصارى
- مفيد النساء والرجال
- مفيد السامع والمتكلم في أحكام التيمم والمتيمم
- هداية المبتدئين في النحو

وقد حرقت الكثير منها في الهجوم الذي شنته القوات الفرنسية والإسبانية على مدينة السمارة، وقد تعددت المجالات التي كتب فيها فقد كتب في: الفقه، والتفسير، والحديث، واللغة، والأدب، والتصوف، وعلم الفلك...

## مصادره ترجمته

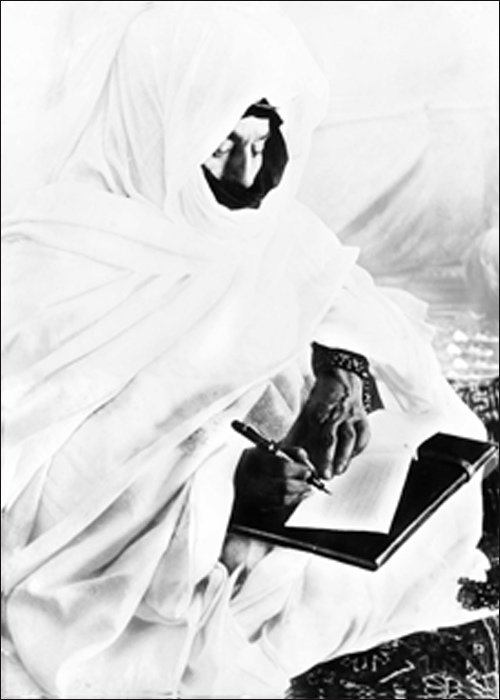
الشيخ مربيه ربه بن الشيخ ماءالعينين